# Paul Bennett (aviron)
Pour les articles homonymes, voir Bennett.
Paul Bennett, né le 16 décembre 1988, est un rameur britannique.

## Palmarès

### Championnats du monde
- 2014, à Amsterdam ( Pays-Bas)
  -  Médaille d'or en Huit

### Championnats d'Europe
- 2015, à Poznań ( Pologne)
  -  Médaille d'argent en Huit